# Mohamed Benhima
Mohamed Benhima (arabiska: محمد بنهيمة), född 25 juni 1924 o Safi, död 23 november 1992 i Rabat, var en marockansk politiker som landets premiärminister från 7 juli 1967 till den 6 oktober 1969.